# اصول فقه
اصول فقه، فن یا دانشی است که روش استفاده از منابع فقهی را در فقه اسلامی دربردارد. پیشینه تاریخی این دانش به بعد از درگذشت پیامبر اسلام بازمی‌گردد.

اصول فقه علمی اسلامی است که در آن قواعد استنباط احکام شرعی مورد بحث قرار می‌گیرد. این دانش کمابیش مانند نسبت میان منطق برای فلسفه است و در زمان حاضر همانندترین دانش به آن در غرب، دانش هرمنوتیک است.

## ریشه‌شناسی واژه
اصول فقه یک عبارت به صورت ترکیب اضافی است که از دو جزء ساخته شده‌است: اصول و فقه

### اصول
کلمه اصول جمع اصل است که معنای لغوی و اصطلاحی دارد.
- معنای لغوی: تهانوی اصل را این‌گونه تعریف می‌کند: «اصل چیزی است که چیز دیگری بر ان بنا می‌شود.»
- معنای اصطلاحی: اصل در اصطلاح فقیهان و اصولیان در یکی از معانی زیر بکار می‌رود:

1. مخالف فرع. مثلاً در باب قیاس گفته می‌شود که شراب اصل است برای نبیذ به این معنا که حکم نبیذ از حکم خمر استفاده می‌شود.
2. راجح و ظاهر. همانند این که حقیقت اصل مجاز است؛ مثلاً زمانی که امر دایر باشد بر این که کلامی را بر معنای حقیقی ان حمل کنیم یا معنای مجازی آن، حمل بر حقیقت اصل است.
3. دلیل (کاشف از چیزی و راهنمای بدان چیز). یعنی دلیل اثبات حکمی را همان اصل یا دلیل می‌گویند.
4. قاعده؛ یعنی پایه‌ای که چیزی بر روی آن قرار می‌گیرد.
5. چیزی که برای تشخیص پاره‌ای از احکام ظاهری یا تشخیص وظائف مکلف در جایی که دسترسی به حکم واقعی میسر نیست قانون‌گذاری شده باشد. همچون اصل استصحاب و اصل برائت.

### فقه
فقه در لغت به معنای فهم دقیق است. زمانی که به غایت و ذات سخن‌ها و گفتار و کردار پی ببریم تفقه صورت گرفته‌است. فقه با گذشت زمان معنای محدودتری پیدا کرده‌است چنان‌که ابتدا به معنای احکام و دانش‌های اسلامی یعنی عقاید و اخلاق و احکام فقه به کار رفته‌است و بعد از آن فقه باز معنای محدودتری پیدا کرده‌است و به معنای علم به احکام شرعی فرعی از طریق ادله تفصیلی بکار رفته‌است.

## تعریف
تعاریف گوناگونی برای اصول فقه ارائه شده‌است که دربارهٔ آن‌ها اختلاف نظر وجود دارد. محقق خراسانی در تعریف اصول فقه می‌گوید: «اصول فقه علم به قواعدی که برای به‌دست آوردن احکام شرعی و فرعی تدارک دیده شده‌است.» صاحب کفایه می‌گوید اصول فقه صناعتی است که به وسیله ان قواعدی شناخته می‌شود که ممکن است در راه استنباط احکام مورد استفاده قرار گیرند یا از جهت عمل بایستی بر طبق آن عمل کرد. برخی از اصولیان اهل سنت همچون ابو زهره اصول فقه را چنین تعریف کرده‌اند که این علم درک قواعدی است که برای درک و استنباط فقه بدان‌ها استناد می‌کنیم.

## تاریخچه
به باور شیعیان، نخستین دانشمندان علوم اسلامی که در این زمینه سخن گفته‌اند، محمد باقر (۱۱۴ هجری) و جعفر صادق (۱۴۸ هجری) دو تن از امامان شیعه هستند.
نخستین نویسنده اهل سنّت که در این زمینه کتاب نوشته‌است، یعقوب بن ابراهیم (۱۸۲ هجری) می‌باشد.

## مفاهیم اصول فقه
- مبحث الفاظ
- مشتق(علم اصول)
- اوامر و نواهی
- مفاهیم
- عام و خاص
- مطلق و مقید
- مجمل و مبیّن
- تخطئه و تصویب

## کتاب‌های نگاشته‌شده در علم اصول
علمای شیعه و اهل سنت کتاب‌های بسیاری در علم اصول فقه نوشته‌اند که البته تعداد آثار شیعه و نیز دگردیسی و رشد این علم در شیعه بسیار بیش‌تر از اهل سنت بوده‌است. از پرآوازه‌ترین آثار اصول فقه می‌توان این موارد را یاد کرد:

### آثارشیعیان
شیعیان از همان ابتدا، به نگارش آثاری در علم اصول توجه ویژه‌ای داشتند. مهم‌ترین این آثار، رسائل از مرتضی انصاری و کفایه الاصول از آخوند خراسانی هستند که شرح‌های بسیاری بر آنان نوشته شده‌است.
در این فهرست، نام برخی از آثار مهم اصولی شیعیان به همراه شروح آن‌ها ذکر شده‌است.
- التذکره، شیخ مفید
- عدةالاصول، شیخ طوسی
- مناهج الوصول الی علم الاصول، ملااحمد نراقی
- معالم المجتهدین، صاحب معالم
- قوانین‌الاصول، میرزای قمی
- مبانی الاصول،   سید محمدهاشم خوانساری
- هدایةالمسترشدین، محمدتقی اصفهانی تهرانی
- رسائل (فرائد الاصول)، مرتضی انصاری
  - ترجمه و شرح کامل رسائل (۱۱ جلد)، جمشید سمیعی
  - شرح رسائل (۷ جلد)، علی محمدی
  - تشریح المقاصد فی شرح الفرائد (۵ جلد)، محمدجواد ذهنی تهرانی
  - شرح رسائل، مصطفی اعتمادی تبریزی
  - تمهید الوسائل فی شرح الوسائل (۱۲ جلد)، علی مروجی
  - بحر الفوائد فی شرح الوسائل (۸ جلد)، محمدحسن آشتیانی
  - درر الفوائد فی شرح الفرائد (۶ جلد)، یوسف مدنی تبریزی
- مطارح الانظار، تقریرات اصول مرتضی انصاری
- کفایة الاصول، آخوند خراسانی
  - ایضاح الکفایه، محمد فاضل لنکرانی
  - تحریر الفصول، محمدجواد ذهنی تهرانی
  - شرح کفایة الاصول، صالحی مازندرانی
  - بدایة الوصول فی شرح کفایة الاصول، محمدطاهر الشیخ راضی
  - عنایة الاصول، سید مرتضی فیروزآبادی
  - شرح فارسی کفایه، حیدری فسائی
  - نهایة الدرایة فی شرح الکفایه، محمدحسین غروی اصفهانی
  - تحریر الکفایة، محمدعلی نجفی
  - نکت الکفایة، محمدحسین سبحانی تبریزی
- اصول فقه مظفر، محمدرضا مظفر
- مصادرالاجتهاد و مبانی الاستنباط عندالامامیه، سید هادی غضنفری خوانساری
- حلقات، سید محمدباقر صدر
- الفصول الغرویة فی الاصول الفقهیة، محمدحسین غروی اصفهانی
- بحوث فی علم الاصول، سید محمود هاشمی شاهرودی
- اصول فقه شیعه، محمد فاضل لنکرانی
- انوار الاصول، ناصر مکارم شیرازی
- تحقیق الاصول، سید علی حسینی میلانی
- الموجز فی اصل الفقه، جعفر سبحانی
- الاساس فی اصول الفقه، محمدحسین عبدی

### آثاراهل سنت
- الرسالة، ابوعبدالله محمد ابن ادریس الشافعی (امام شافعی)
- المستصفی فی اصول الفقه، ابو حامد محمد غزالی شافعی
- المنخول فی الاصول، ابوحامد غزالی
- مختصر الاصول الحاجبی، عثمان بن عمر بن حاجب مالکی
- تعلیقه بر مختصر الاصول، مسعود بن عمر تفتازانی